# Big 5 (Festival Eurovisão da Canção)
Big 5, são os cinco países participantes no Festival Eurovisão da Canção com passagem directa à final do concurso (devido ao facto de serem os principais contribuidores).
São eles:
- Reino Unido
- Alemanha
- Espanha
- França
- Itália